# Ponte sul Taro
Il ponte sul Taro è un'infrastruttura monumentale ottocentesca, situata sul fiume omonimo lungo la via Emilia a Ponte Taro, frazione di Noceto, Fontevivo e Parma.

## Storia

### Origini
Il primo ponte lungo la via Aemilia destinato a superare il fiume Taro fu edificato in epoca romana, ma crollò in epoca ignota.

### Il ponte medievale
Dopo secoli in cui per attraversare il corso d'acqua fu necessario utilizzare delle imbarcazioni, nel 1170 un eremita di Nonantola, grazie ai soldi raccolti con le offerte, costruì un rudimentale ponte in pietra; in segno di riconoscenza e allo stesso tempo allo scopo di garantire una manutenzione costante all'infrastruttura, il vescovo di Parma Bernardo II gli cedette la chiesa e l'ospedale di San Nicolò, che sorgevano accanto all'opera e appartenevano dal 1141 al Capitolo della Cattedrale di Parma; l'eremita, insieme ad alcuni compagni, vi fondò l'ordine dei frati ospitalieri di Ponte Taro, che seguivano la regola di vita dei monaci ospitalieri di Altopascio, dedicandosi all'ospitalità ai pellegrini, alla cura di infermi e malati e alla costruzione e manutenzione di ponti; i frati edificarono successivamente due ponti lungo il torrente Enza, uno lungo la via Emilia e l'altro all'altezza di Sorbolo.
Tuttavia, nel 1235 il ponte fu danneggiato da una rovinosa piena del Taro e ne fu subito avviata la ricostruzione, ma nel 1258 risultava già pericolante; nel 1268 il Comune di Parma finanziò la riparazione del manufatto, ma l'anno seguente due arcate crollarono e furono sostituite da precarie strutture in legno, che nel 1276 furono travolte insieme al resto dell'infrastruttura dalla furia delle acque.
Nel 1294 furono avviati i lavori di ricostruzione del ponte in pietra, che fu forse completato negli anni seguenti. Tuttavia, l'ordine degli ospitalieri fu soppresso e nel 1304 il papa Giulio II assegnò l'ospedale di San Nicolò ai cistercensi dell'abbazia di Fontevivo, in cambio della cessione di altre proprietà ai frati predicatori di Parma; i monaci furono incaricati della risistemazione del ponte, probabilmente rovinato dopo un'altra piena, utilizzando i ricavi del pedaggio versato da chi avesse attraversato il manufatto. Ciò nonostante, non fu effettuata alcuna manutenzione e nel 1345 il ponte crollò definitivamente.
Da allora, per secoli l'attraversamento del Taro fu garantito solo con barche e altri mezzi di fortuna.

### I progetti borbonici e napoleonici
Nella seconda metà del XVIII secolo, i duchi di Parma Borbone istituirono un servizio di barcaioli a pagamento, per garantire con costanza l'attraversamento del corso d'acqua, seppur nella consapevolezza della necessità di ricostruire un ponte; per questo, nel 1772 il duca Ferdinando fece realizzare due terrapieni sulle due sponde del Taro, allo scopo di ridurre la lunghezza della costosa futura infrastruttura. Tuttavia, cinque anni dopo, l'argine destro crollò durante un'impetuosa piena del fiume e il Borbone rinunciò alla realizzazione dell'opera.
In seguito alla conquista napoleonica del Ducato di Parma e Piacenza, l'amministratore Médéric Louis Élie Moreau de Saint-Méry tentò di risolvere il problema e di intraprendere la costruzione di un ponte, rivolgendosi a vari progettisti, tra i quali l'ingegner Giuseppe Jacobacci nel 1803 e l'architetto Fortunato Canali nel 1805; anche l'ingegner Antonio Cocconcelli redasse due progetti tra il 1803 e il 1805, ma le opere non furono avviate.

### Il ponte di Maria Luigia

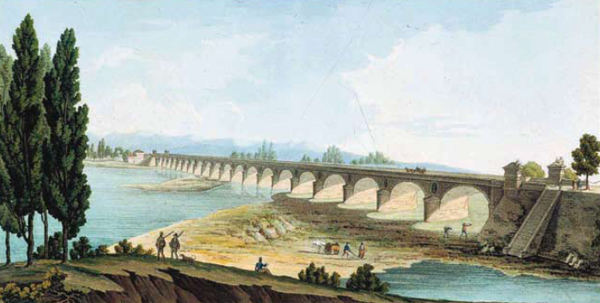
Anonimo, Il ponte sul Taro, inizi del XIX secolo. Parma, Museo Glauco Lombardi

La situazione cambiò con l'arrivo della nuova duchessa Maria Luigia, che, intenzionata a risolvere le principali problematiche della viabilità ducale, il 25 febbraio 1816 decretò di costruire un solido ponte che fosse in grado di resistere alle piene del Taro.
La Duchessa, tenendo conto dei disegni già presentati alcuni anni prima dall'ingegnere capo dei Ducati Antonio Cocconcelli, gli affidò la progettazione dell'infrastruttura, per la quale fu scelto come ingegnere assistente Giambattista Ferrari; le opere furono appaltate all'imprenditore Amedeo Rosazza, al quale fu concesso di utilizzare come manodopera, dietro compenso, ogni mendicante della zona che fosse in grado di lavorare.
Secondo i progetti originari, il ponte sarebbe dovuto essere lungo 484,5 m e si sarebbe dovuto sviluppare su 17 travate, realizzate in legno per contenere i costi; ben presto, però, alle travature furono preferite le arcate in laterizio, che garantivano maggior stabilità e durevolezza. Tuttavia, una piena verificatasi nell'estate del 1818 dimostrò che la lunghezza prevista era troppo scarsa e Cocconcelli decise di richiedere una perizia all'ingegner Carlo Parea, che, pur apprezzando il progetto, vi apportò alcune modifiche, allungando l'opera di tre arcate e aggiungendo nelle pile dei grandi fori del diametro di 4 m, per alleggerire la struttura; di conseguenza i costi lievitarono fino a superare i 2 milioni di lire parmigiane.
Il 10 ottobre 1819, alla presenza di Maria Luigia e di numerose autorità ducali, si svolse la solenne cerimonia di posa della pietra augurale, quando le 19 pile occidentali erano già state edificate; per commemorare l'occasione, fu coniata dalla Zecca di Milano una medaglia in oro, argento e bronzo.
I lavori continuarono fino al 7 settembre 1821, quando, terminate le opere, il ponte, considerato all'epoca il più lungo d'Europa, fu aperto al passaggio pubblico; la cerimonia di inaugurazione si svolse il 10 ottobre seguente.
L'anno successivo lo scultore parmigiano Giuseppe Carra iniziò la realizzazione di quattro grandi statue in pietra da collocare alle due estremità dell'infrastruttura; le sculture dovevano inizialmente raffigurare i quattro principali corsi d'acqua del Ducato di Parma e Piacenza, ossia il Taro e la Parma sul lato orientale e la Trebbia e il Nure su quello occidentale, ma in seguito questi ultimi furono sostituiti con due corsi d'acqua parmensi, lo Stirone e l'Enza. Nella primavera del 1828 i monumenti furono collocati su quattro alti piedistalli ai lati dei due accessi del ponte.
Nel 1841, in seguito a un cedimento della spalla est, furono eseguiti i primi lavori di consolidamento strutturale dell'infrastruttura.
Nel 2005 fu inaugurato, alla presenza del ministro delle infrastrutture e dei trasporti Pietro Lunardi e di altre autorità, il nuovo asse viario cispadano, costruito parallelamente al vecchio tracciato e comprendente un nuovo ponte sul Taro, lungo 800 m, e la viabilità connessa di raccordo con la tangenziale Nord di Parma. L'anno seguente fu preclusa al traffico pesante l'antica via Emilia tra Ponte Taro e la città di Parma, sgravando lo storico ponte da carichi eccessivi; ciò nonostante, l'opera mostrò sempre più segni di usura e nel 2016 furono eseguite le verifiche statiche sulla sua stabilità. Tra il 2021 e il 2022, su finanziamento della Regione Emilia-Romagna e dei Comuni di Parma, Noceto e Fontevivo, il manufatto fu sottoposto a lavori di ristrutturazione e consolidamento strutturale.

## Descrizione

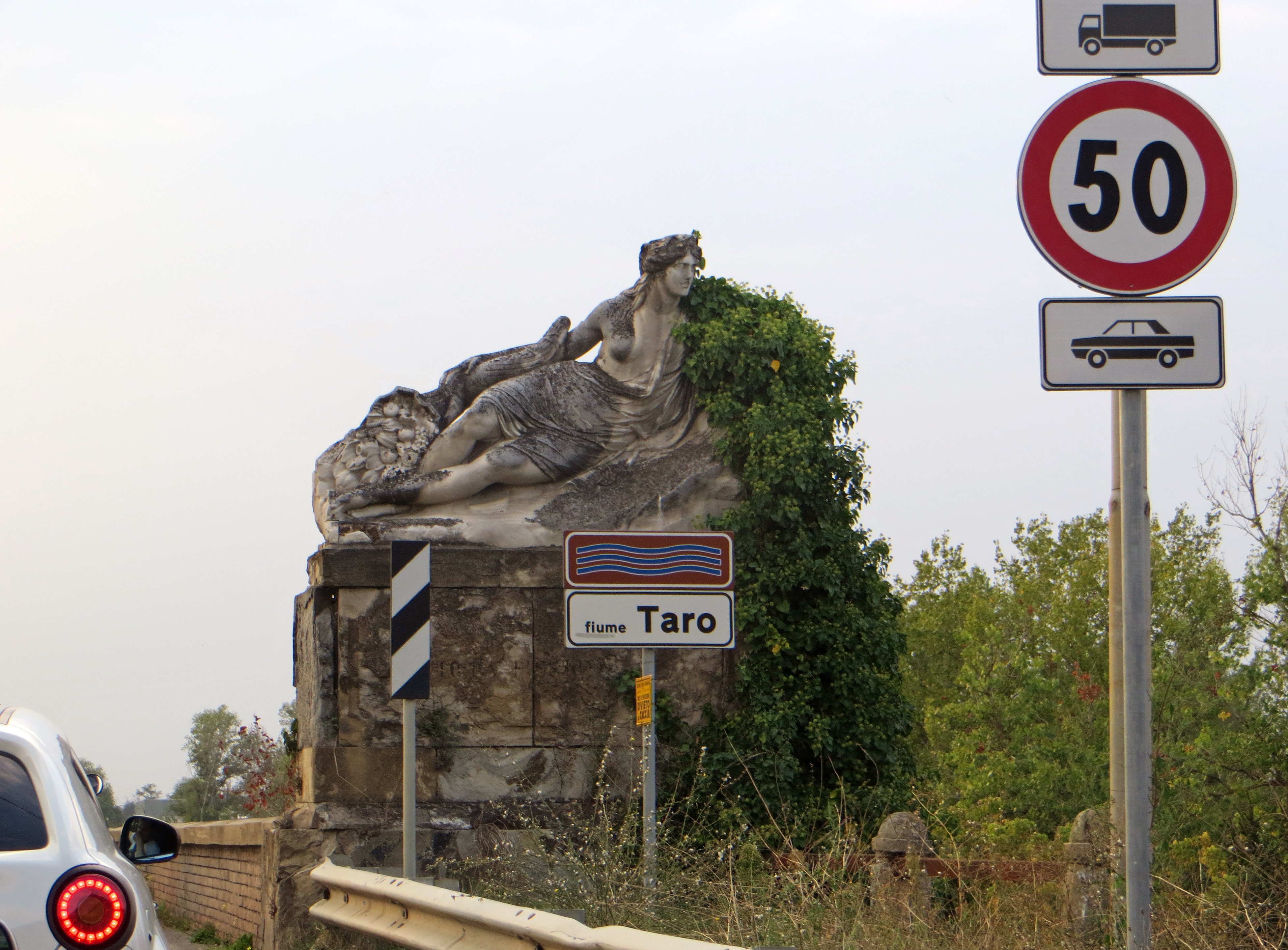
Statua raffigurante il torrente Parma, sulla spalla est

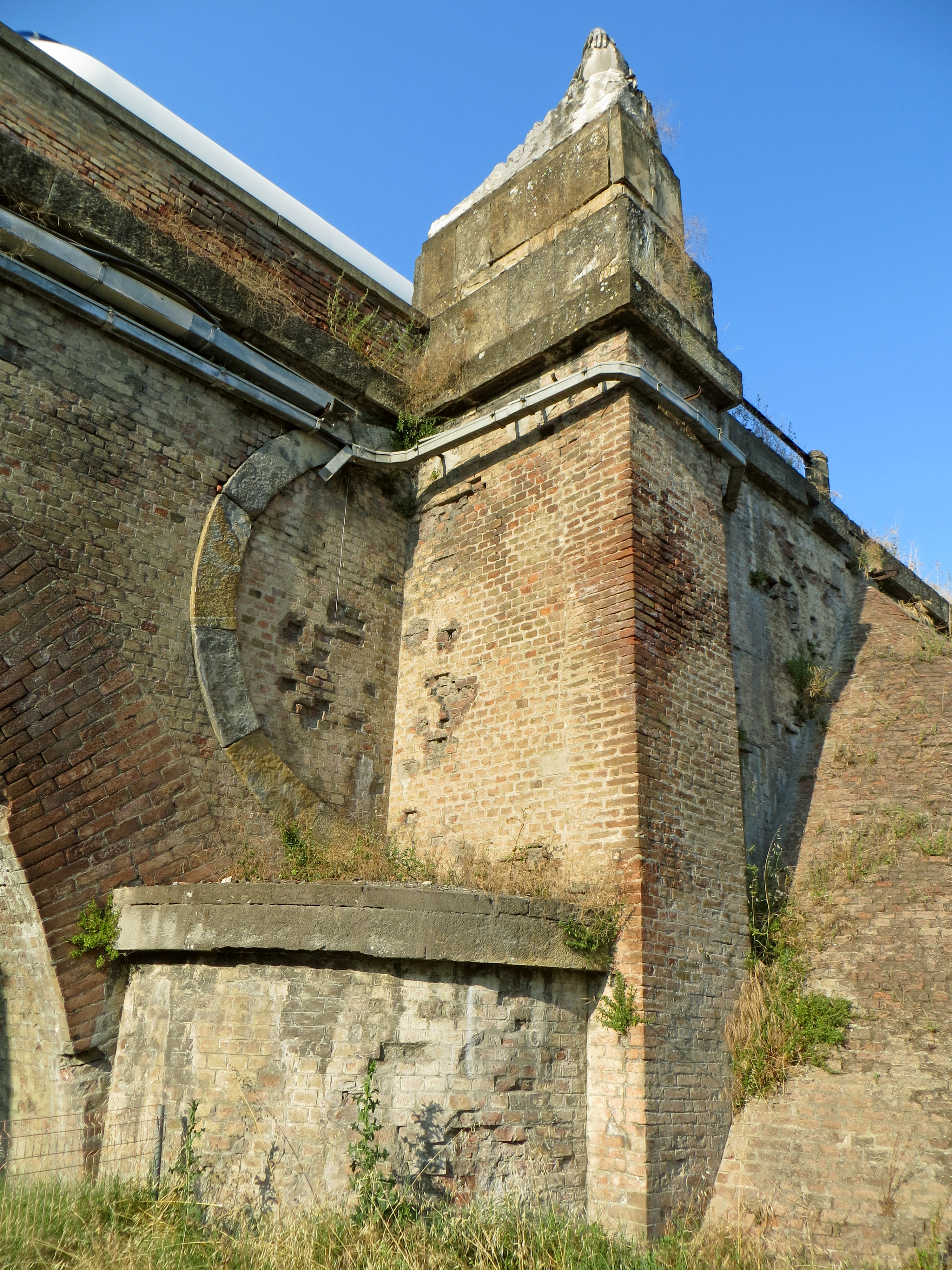
Spalla est

Il ponte, in laterizio, si sviluppa su una lunghezza di 565,5 m, è largo 8 m e raggiunge un'altezza massima di 11,5 m; è costituito da venti arcate di 24 m a tre centri, che sono rette da due spalle alle estremità e da diciannove grandi pile, alleggerite da grandi fori circolari di 4 m di diametro.
Ai due capi dell'infrastruttura, si elevano lateralmente ai terrapieni quattro scaloni monumentali, che conducono alla sede stradale; accanto a questi, si innalzano altrettanti basamenti in mattoni, su cui sono collocate grandi statue in pietra di oolite di Massone, rappresentanti quattro figure distese, due maschili e due femminili, allegoriche dei principali corsi d'acqua del Parmense: a est, verso la città, si trovano il Taro e la Parma, mentre a ovest, verso Fidenza, lo Stirone e l'Enza.